# Pierre Van Reysschoot
Pierre Emile Van Reysschoot, född 9 december 1906 i Gent, död 9 oktober 1966 i Antwerpen, var en belgisk ishockeyspelare. Han var med i det belgiska ishockeylandslaget som kom på delad femte plats i de Olympiska vinterspelen 1928 i Sankt Moritz. Åtta år senare var han med i laget som kom på delad trettonde och sista plats i de Olympiska vinterspelen 1936 i Garmisch-Partenkirchen. Han var bror till Jacques Van Reysschoot.